# Нидхем, Джон Тербервилл
Джон Тербервилл Ни́дхем (англ. John Turberville Needham; 10 сентября 1713, Лондон — 30 декабря 1781, Брюссель) — английский естествоиспытатель, безуспешно пытавшийся экспериментально подтвердить самопроизвольное зарождение микроорганизмов.
Первое открытие, по механизму опыления, принесло ему славу в мире ботаники. Впервые заинтересовавшись философией природы во время учебы в семинарской школе, он позже опубликовал статью (хотя ее предметом была преимущественно геология), описывающую механику опыления и получившую признание в сообществе ботаников.
О возможности спонтанного зарождения говорили давно. В 1667 году известный фламандский врач и ученый Ян Баптист Ван Гельмонт заявил, что любой человек может создать мышь, смешав грязные тряпки с пшеницей. Нидхем проводил эксперименты с соусом, а позже с пшеницей, в контейнерах. Метод исследования состоял из короткого кипячения смеси бульона и охлаждения смеси в открытой емкости до комнатной температуры. Позже колбы запечатывались, и микробы вырастали через несколько дней. Эти эксперименты, казалось, показывали, что существовала жизненная сила, которая приводила к самозарождению. Сегодня известно, что время кипячения было недостаточно длительным для уничтожения любых эндоспор микробов, а охлаждение открытых колб на воздухе может вызвать микробное загрязнение.
Осуществленные около 1747 года, опыты Нидхема со спонтанной генерацией микробиоты в колбах были опровергнуты аккуратным экспериментатором Спалланцани, изучившим надёжность стерилизации. Идеологическую кампанию против креациониста Нидхема на медийном фронте развернул Вольтер, враждовавший с Мопертюи, выступившем в поддержку работ естествоиспытателя.
Ирония судьбы среди прочего заключалась в том, что прилежность, проявленная Спалланцани в технической постановке эксперимента, нанесла колоссальный идейный ущерб развитию эмбриологии и притормозила возникновение учения об абиогенезе. Укрепила свои позиции совершенно ошибочная теория преформизма, доминировавшая всю первую половину столетия, которая утверждала, что все эмбрионы присутствуют уже либо в яйцеклетке (овисты), либо в сперме (анималькулисты), хотя и в бесконечно малой форме (см. Монадология Лейбница). 
Как мы знаем, Вольтер активно поддерживал Ньютона, а Нидхем, явный сторонник Лейбница, верил в существование у каждой монады своей жизненной силы.
Эксперименты Нидхема по самозарождению жизни были процитированы французским материалистическим философом Просвещения Полем Анри Гольбахом в атеистической работе — Système de la Nature.
Современное изучение статей в Journal des Savants того времени показало, что Нидхем был самым цитируемым автором. То, что его считают ирландским иезуитом - миф, который был создан в пылу полемики Вольтером.
Первый из последователей Римско-католической церкви, ставший членом Лондонского королевского общества, где способствовал введению передовых лабораторных технологий в биологическую науку (1747).
Корреспондент Парижской академии наук (1768).